# 온라인 비디오 플랫폼
온라인 비디오 플랫폼(영어: online video platform, OVP) 또는 비디오 호스팅 서비스(video hosting service)는 인터넷상 서버에 불특정 다수의 이용자가 올린 동영상을 불특정 다수의 이용자가 공유하고 시청할 수 있는 서비스이다. 유튜브, 티비플 등이 이에 해당되며, 이용자가 통칭 '매드무비'라 불리는 어떤 영상을 편집한 영상이나 음성 합성 엔진으로 만들어진 음악 등의 사람이 부르지 않은 뮤직 비디오 등이 게재되는 경우가 많다.

## 문제점
2020년대부터 일본 출신의 작곡가인 카이리키 베어(かいりきベア)가 2010년대에 작곡한 《실패작 소녀》를 영상 내에 삽입해 죽음을 모방하는 놀이를 하는 영상을 업로드하는 것이 저연령층들에게 유행을 타고 있다. 이에 따라 충북대학교의 교수인 신나리는 이에 대해서 영상에 등장한 아동은 자살과 자해에 대한 우려로 인해 주의가 필요하다는 의견을 표했다.

## 같이 보기
- 온라인 비디오 플랫폼 일람(en:List of online video platforms)
- 플래시 비디오
- 스트리밍